# Falsas esperanzas
Falsas Esperanzas é o quinto e último single do álbum espanhol de Christina Aguilera e segundo no geral, Mi Reflejo. Lançado em 2001, o single não entrou na Billboard Hot 100 pelo mesmo motivo que seu single anterior, "Pero Me Acuerdo de Ti". Foi considerado pela crítica e comprovada no mundo inteiro como uma febre latina.
No single, Christina mostra 4 oitavas bem influentes e mostra que corre em suas veias um sangue também latino. A canção foi utilizada como trilha sonora da novela mexicana "Como en el Cine", se tornando um hit no México, alcançando a posição número #1, #31 na Argentina e #1 no Chile. Está é a canção com mais influência latina do álbum.

## Videoclipe
Uma performance ao vivo extraída do DVD My Reflection, da turnê Latin America Tour, foi utilizada para a promoção do single, a mesma dirigida pelos videomakers Lawrence Jordan e Paul Hunter.

## Posições
| Tabela musical (2001)         | Melhor posição |
| ----------------------------- | -------------- |
| Argentina - Top 100 Argentina | 11             |
| México - SNEP                 | 1              |
| Chile - IRMA                  | 1              |
| Peru - Top 100 Singles        | 11             |
| Espanha - PROMUSICAE          | 5              |
| Costa Rica - FIMI             | 1              |
| Países Baixos - MegaCharts    | 6              |
| Venezuela - IFPI              | 1              |
| Japão - Oricon                | 27             |